# Klaus DeParade

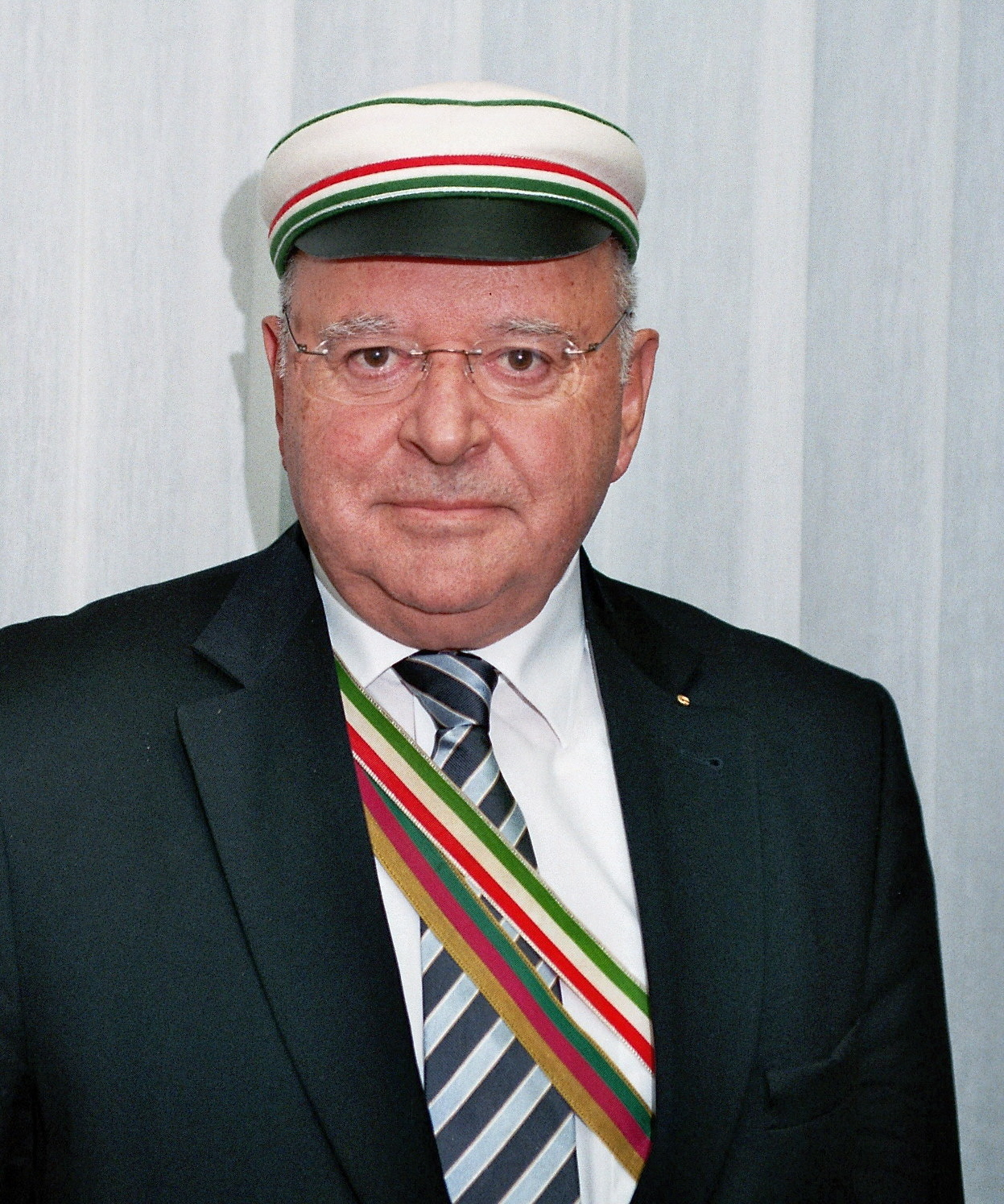
Klaus DeParade, Weinheim 2009

Klaus DeParade (* 9. Juni 1938 in Hildesheim; † 7. September 2012 in Chioggia, Italien) war ein deutscher Energie-Manager, Unternehmensberater und Studentenfunktionär. Von 2010 bis 2011 war er Vorsitzender des Weinheimer Verbandes Alter Corpsstudenten.

## Leben

### Ausbildung
Klaus DeParade besuchte Schulen unter anderem in Trier, Klein Wanzleben und Braunschweig. Im Jahre 1950 ging er nach Argentinien, wo er in verschiedenen Städten lebte und 1956 sein Abitur in Buenos Aires ablegte.
Anschließend studierte er Elektrotechnik mit den Schwerpunkten Hochspannungstechnik und Energietechnik an der Technischen Hochschule Braunschweig und der Technischen Hochschule Hannover. 
Im Jahre 1958 schloss sich DeParade dem Corps Teutonia-Hercynia Braunschweig im Weinheimer Senioren-Convent (WSC) an. Im Sommersemester 1961 wurde er an der Technischen Hochschule Braunschweig zum stellvertretenden AStA-Vorsitzenden gewählt, und im anschließenden Wintersemester 1961/62 zum AStA-Vorsitzenden. In Hannover schloss er sich 1962 dem Corps Alemannia-Thuringia an, das heute in Magdeburg ansässig ist.
Sein Studium schloss er als Diplom-Ingenieur ab. Am 26. August 1994 wurde er nach 27 Wehrübungen von Verteidigungsminister Rühe zum Oberst d.R. ernannt.

### Beruf
Seine erste berufliche Position übernahm er 1963 beim Bundesverband der Energie-Abnehmer (VEA), Hannover, wo er 1965 stellvertretender Geschäftsführer und ab 1969 alleiniger Geschäftsführer wurde.
An der Technischen Hochschule Braunschweig promovierte er im Jahre 1974 zum Thema Netz- und Anschlusskosten zum Dr.-Ing. Im Jahre 1978 gründete er das Institut für Energieeinsparung und wurde dessen erster Geschäftsführer. Bei der Hastra AG, Hannover, wurde er 1979 zum Prokuristen und Leiter der Hauptabteilung Energiewirtschaft ernannt und später in Personalunion Geschäftsführer der VDEW-Landesgruppe Niedersachsen/Bremen.
Der nächste berufliche Schritt führte ihn nach der Wiedervereinigung in die neuen Bundesländer. Im Jahre 1991 wurde er Vorstandsmitglied bei der Ostthüringer Energie-Versorgung AG (OTEV), wo er für Energiewirtschaft, Technik, Erzeugung/Kraftwerke zuständig war, und der Energie-Werke Ostthüringen AG (EWO) in Jena. Nach der Konsolidierung der Unternehmen trat er ab 1994 in den Vorstand der TEAG Thüringer Energie AG, Erfurt, ein. Im selben Jahr übernahm er parallel den Vorstandsvorsitz der VDEW-Landesgruppe Thüringen. Zurück in Niedersachsen wurde er 1995 Mitglied des Vorstands der Hastra AG, Hannover, und war für die Ressorts Energiewirtschaft und Technik verantwortlich. Im Jahre 1999 wurde er Vorstandsmitglied und 2001 Vorstandsvorsitzender der Avacon AG, Helmstedt.
Bereits ab dem Jahre 1991 hatte Klaus DeParade verschiedene Positionen in Aufsichtsräten, teilweise auch den Vorsitz, in mehreren Energie- und Gasversorgungsunternehmen in Thüringen, Niedersachsen und Sachsen-Anhalt übernommen. Am 12. Mai 2003 wurde Klaus DeParade mit dem Verdienstkreuz am Bande des Niedersächsischen Verdienstordens ausgezeichnet. Im Jahre 2003 gründete er die DeParade Consulting GmbH mit Sitz in Hannover, deren Geschäftsführer er bis zu seinem Tode war.
Klaus DeParade starb am 7. September 2012 bei einem Aufenthalt in Italien.

### Tätigkeit in akademischen Verbänden
Klaus DeParade wurde 2008 auf der Weinheimtagung, der jährlichen Tagung des Weinheimer Senioren-Convents, zum Beirat im Vorstand des Weinheimer Verbandes Alter Corpsstudenten (WVAC) und mit Wirkung vom 1. Januar 2009 zum 1. Schriftführer des Verbandes gewählt.
Im Jahr darauf wählte ihn der Verband mit Wirkung vom 1. Januar 2010 bis zum 31. Dezember 2011 zum Vorsitzenden des Vorstandes des WVAC. In dieser Funktion trat er die Nachfolge von Frieder Löhrer an. Sein Nachfolger wurde am 1. Januar 2012 Marcel Hattendorf.
Bis zu seinem Tode war Klaus DeParade im Beirat des WVAC-Vorstands tätig.

## Werke
- Energiekosten senken. Technischer Verlag Resch KG, Gräfelfing/München 1977 ISBN 978-3878060222
- Netz- und Anschlusskosten in der Elektrizitätswirtschaft der Bundesrepublik Deutschland, Selbstverlag, Hannover 1975
- Rationelle Energienutzung und Senkung der Energiekosten in der Textilindustrie, Verband der Nord-Westdeutschen Textilindustrie Schriftenreihe, Heft 51, Münster 1981
- Über 100 Fachaufsätze und Beiträge in Fachzeitschriften und Wirtschaftsmagazinen